# Rolschaatsclub de Lichtstad
Il Rolschaatsclub de Lichtstad è un club di hockey su pista avente sede a Eindhoven nei Paesi Bassi.

## Palmarès

### Titoli nazionali
- Campionato olandese: 16

1970, 1974, 1975, 1977, 1978, 1979, 1981, 1983, 1984, 1992
1993, 2000, 2001, 2012, 2013, 2014